# Guillaume Cornelis van Beverloo
Guillaume Cornelis van Beverloo, artistnamn "Corneille", född 3 juli 1922 i Liège, Belgien, död 5 september 2010 i Auvers-sur-Oise, Val-d'Oise, Frankrike, var en nederländsk målare och poet.
Corneille, som 1948 anslöt sig till konstnärsgruppen Cobra, är i sin konst starkt influerad av Joan Miró och Paul Klee. Han använder ofta solen, kvinnor och fåglar som motiv, eftersom dessa avsågs då symbolisera livet, kärleken och längtan. 1955 var han en av de representerade konstnärerna på det nyöppnade Galerie Colibri i Malmö.
Konstnärsgruppen Cobra, som Corneille var en del av, tog sitt namn efter begynnelsebokstäverna i medlemmarnas hemstäder: Copenhagen (Köpenhamn), Bryssel och Amsterdam. Corneille avled den 5 september 2010.